# 42. pehotni polk (Avstro-Ogrska)
Za druge 42. polke glejte 42. polk.
42. pehotni polk je bil pehotni polk avstro-ogrske skupne vojske.

## Zgodovina
Polk je bil ustanovljen leta 1685. 

### Prva svetovna vojna
Polkovna narodnostna sestava leta 1914 je bila: 86% Nemcev in 14% drugih. Naborni okraj polka je bil v Terezínu, pri čemer so bile polkovne enote garnizirane sledeče: Terezín (štab, II. in III. bataljon), Kadaň (I. bataljon) in Nevesinje (IV. bataljon).
Med prvo svetovno vojno se je polk bojeval tudi na soški fronti.
V sklopu t. i. Conradovih reform leta 1918 (od junija naprej) je bilo znižano število polkovnih bataljonov na 3.

## Organizacija
1918 (po reformi)
- 1. bataljon
- 2. bataljon
- 3. bataljon

## Poveljniki polka
- 1859: Vincenz Fontaine von Felsenbrunn[8]
- 1865: Joseph Kolbenschlag von Reinhartsstein[9]
- 1879: Anton von Lempruch[10]
- 1908: Josef Achberger[11]
- 1914: Karl Wöllner[1]